# لوسي مارتن
لوسي مارتن (بالإنجليزية: Lucy Martin) هي دراجة بريطانية، ولدت في 5 مايو 1990 في Whiston, Merseyside ‏ في المملكة المتحدة.

## وصلات خارجية
- لوسي مارتن على موقع الاتحاد الدولي للدراجات (الإنجليزية)
- لوسي مارتن على موقع أرشيف الدراجات (الإنجليزية)
- لوسي مارتن على موقع إحصائيات الدراجات الإحترافية (الإنجليزية)
- لوسي مارتن على موقع نسبة الدراجات (الإنجليزية)
- لوسي مارتن على موقع أوليمبيديا (الإنجليزية)
- لوسي مارتن على موقع اللجنة الأولمبية البريطانية (الإنجليزية)
- لوسي مارتن على موقع اتحاد ألعاب الكومنولث (مؤرشف) (الإنجليزية)